# Argio Orell
Argio Orell (Trieste, 17 de septiembre de 1884 - 10 de enero de 1942) fue un pintor y grabador italiano. Fue uno de los retratistas italianos más buscados en las décadas de 1920 y 1930.

## Biografía

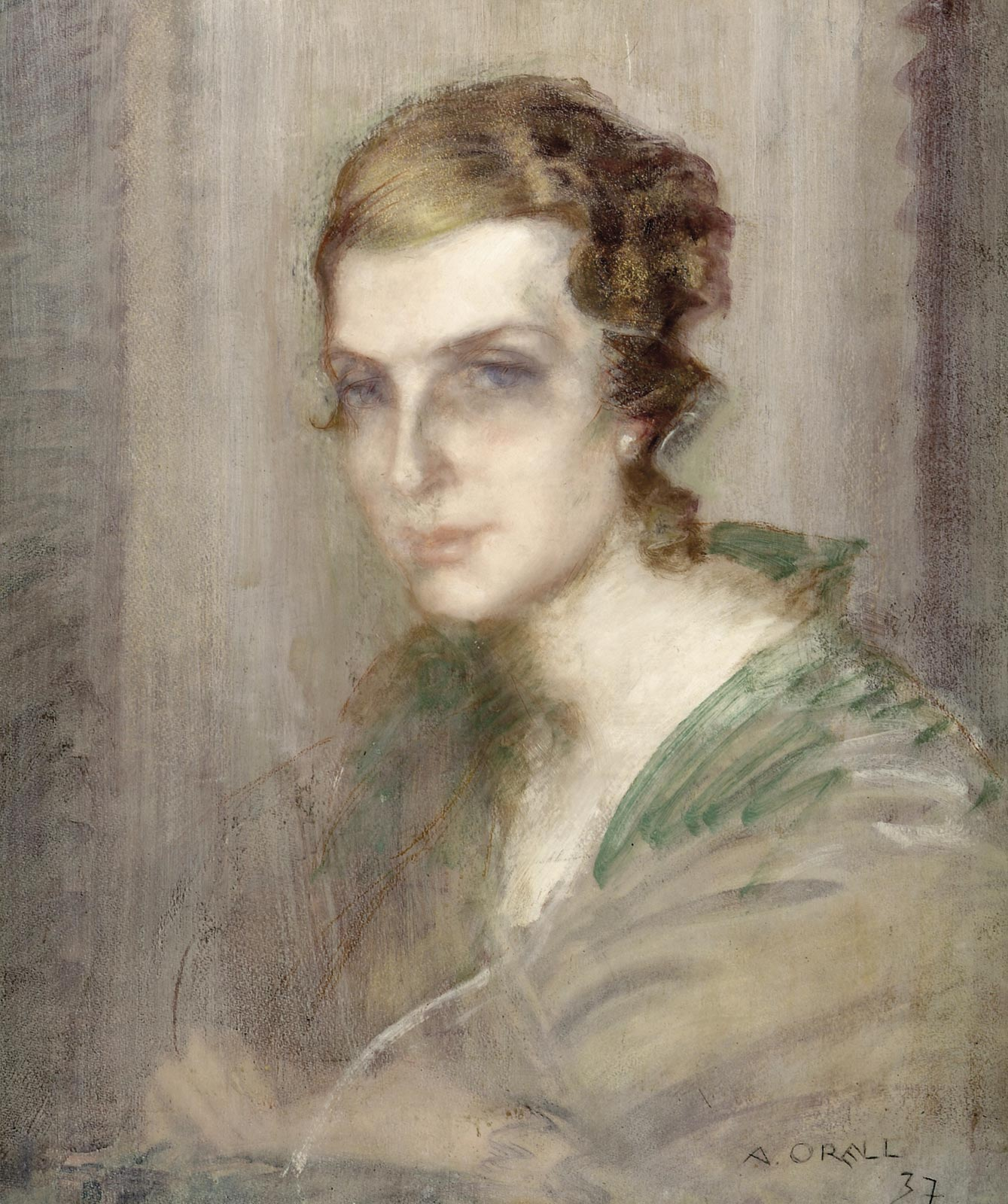
Retrato femenino, pintura sobre tabla

Nació en Trieste el 17 de septiembre de 1884, hijo de Giuseppe y Calliope Iconomo. Orell se formó con Eugenio Scomparini en la Scuola Industriale de Trieste. Más tarde, se matriculó en la Academia de Bellas Artes de Múnich, donde estudió con Franz von Stuck. Fue admitido en el curso a pesar de que tenía diecisiete años y técnicamente no se le permitió hacerlo, buscado por von Stuck, quien quedó impresionado por sus primeras obras. Fue influenciado por van Stuck quien lo tomó bajo su ala, y al final del curso se le otorgó el premio al mejor trabajo de un estudiante extranjero.

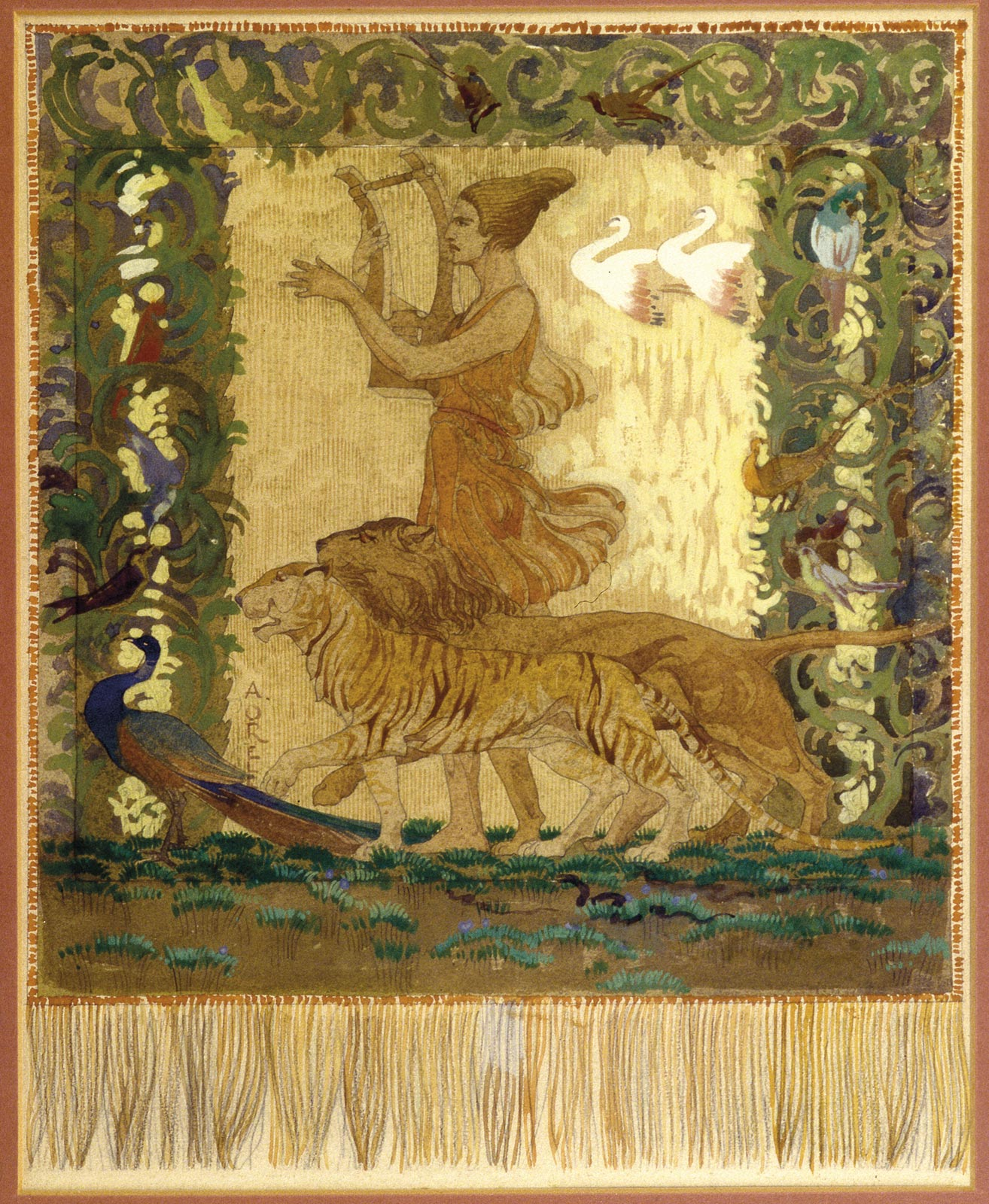
Alegoría, pastel y acuarela sobre cartón

De regreso a Trieste, tuvo exposiciones exitosas allí y comenzó "una producción tanto de carteles como de pinturas que extendieron su fama muy por encima de los límites locales [de Trieste]".
Tras exitosas exposiciones en Roma y Bérgamo, con el rey de Italia entre sus estimadores y clientes, se convirtió, en las décadas de 1920 y 1930, en uno de los retratistas italianos más cotizados. En 1906, junto con Vito Timmel, pintó las ventanas del Palazzo Modello de Trieste en Piazza Grande (hoy Piazza Unità d'Italia).
Durante la Primera Guerra Mundial fue reclutado por el ejército austríaco y enviado a Radkersburg, junto con varios artistas e intelectuales destacados, incluido su amigo y colega pintor Vito Timmel. Durante el tiempo que pasó allí, pintó pinturas murales (ahora perdidas) para el club Bohem junto con Timmel.
Orell fue pintor y artista comercial, publicando carteles para varias empresas. Se encontraron unos quince carteles, algunos inspirados en Leonetto Cappiello, otros, como Pelliccerie Cohen, de Marcello Dudovich.
Apreciaba la cultura japonesa. Probablemente entró en contacto por primera vez con el japonismo durante su estancia en Múnich. Orell se acercó al arte japonés leyendo revistas y libros sobre Ukiyo-e y estudiando grabados japoneses específicos, y al mismo tiempo comenzó a coleccionar Ukiyo-e, pasando a poseer una colección preciosa. En 1910 pintó el cartel de la Feria de Capodistria, en el que "combinó ese japonismo que venía de la pasión por Hokusai a los dictados del Separatismo, interpretándolos a su manera, ofreciendo soluciones muy elegantes". En 1912 fue comisario de una exposición de arte oriental en Trieste.
Murió en Trieste el 10 de enero de 1942.